# Данилишин Володимир Володимирович
Володи́мир Володи́мирович Данили́шин (24 лютого 1994, м. Тернопіль — грудень 2022, Донецька область) — український військовослужбовець, старший солдат Збройних сил України, учасник російсько-української війни. Почесний громадянин міста Тернополя (2023, посмертно).

## Життєпис
Володимир Данилишин народився 24 лютого 1994 в місті Тернополі.
Загинув у грудні 2022 року під час бойового завдання на Донеччині.

## Нагороди
- Почесний громадянин міста Тернополя (27 січня 2023, посмертно)[1].